# Réserve de vie sauvage du Grand Barry
La réserve de vie sauvage du Grand Barry est un espace naturel privé situé dans la Drôme sur les contreforts du massif du Vercors, géré comme une réserve naturelle dédiée à la vie sauvage.

## Historique
En 2012, l’Association pour la protection des animaux sauvages fait l’acquisition de 105 hectares de forêt supra-méditerranéenne sur la commune de Véronne, dans la Drôme. En 2013, l’association achète 4 autres hectares et en reçoit d'autres en don : 3,6 hectares d’éboulis sur la commune d'Eygluy-Escoulin et 4,5 hectares de forêt sur la commune de Barsac.
La surface totale est actuellement de 130 hectares.
En février 2014, le Grand Barry devient le premier espace naturel de France reconnu par l’organisation internationale Rewilding Europe qui vise à préserver la vie sauvage en Europe.

## Géographie

### Relief
Le massif est formé de grands versants qui convergent vers les trois lignes de crête qui se rejoignent au sommet de Gaudichart (1 112 mètres).
Le relief est souligné par de formidables barres de falaises calcaires qui forment un « Y » presque parfait, centré au cœur du massif (crête du Grand Barry, falaises de Vercheny-Pontaix et crête de Vercheny-Espenel). Entre ces crêtes se développent de vastes combes qui remontent toutes en direction de Gaudichart.

### Hydrographie
Le massif du Grand Barry est bordé, à l’ouest par le Rieussec et au sud et à l’est par la rivière Drôme.

## Vie sauvage

### Faune
La faune du parc recouvre de nombreuses espèces de vertébrés (mammifères, oiseaux, reptiles et amphibiens) et un nombre encore inconnu d'invertébrés (insectes, escargots, mille-pattes, araignées, coléoptères, etc.).
De nombreuses espèces de mammifères sont présentes dans le parc, comme :
- les ongulés : chamois, chevreuil, cerf, sanglier...
- les carnivores classiques en milieu collinéen boisé ou rupestre : l'hermine, la belette, le renard, la fouine, la martre, le blaireau...

Le loup gris a parfois été observé sur les pentes du massif.
Les oiseaux sont aussi très présents, avec notamment un site de nidification d'aigles royaux et de faucons pèlerins, de nombreuses sittelles torchepot et nombreux pics ainsi que des survols de vautours issus des colonies du Vercors ou des Baronnies.
Parmi les insectes, des papillons comme le damier de la succise, six espèces de zygènes. Aussi ascalaphes, cigales, lézards, serpents...

### Flore
La flore est représentative de l'étage supra-méditerranéen. Elle est dominée par le chêne pubescent, le buis et le pin sylvestre .
Plus d'une vingtaine d'orchidées dont trois remarquables ont été recensées à ce jour.
Trois plantes remarquables des milieux rocailleux chauds y ont été identifiées : la bufonie paniculée (Bufonia paniculata), la joubarbe du calcaire et le millepertuis à feuilles d'Hysope (Hypericum hyssopifolium).

## Gestion et administration
Cette réserve est une propriété de l'Association pour la protection des animaux sauvages.
L'association considère qu'elle correspond à une zone de catégorie Ib (zone de nature sauvage) pour l'Union internationale pour la conservation de la nature, soit la seconde catégorie de sa classification des aire protégée définissant le degré d'intervention humaine. Elle ne jouit cependant d'aucune reconnaissance officielle dans le droit français ou international. Seule la balade à pied y est autorisée.
Elle fait partie des cinq réserves de vie sauvage de l'association, avec celles des Deux-Lacs (Drôme), du Trégor (Côtes-d'Armor), du Ranquas et du Vercors.

## Tourisme
Un unique sentier pédestre est ouvert à tous, sous réserve de respecter la charte des réserves de vie sauvage, pour ne pas déranger les animaux et préserver les lieux.